# Carl Brinkmann

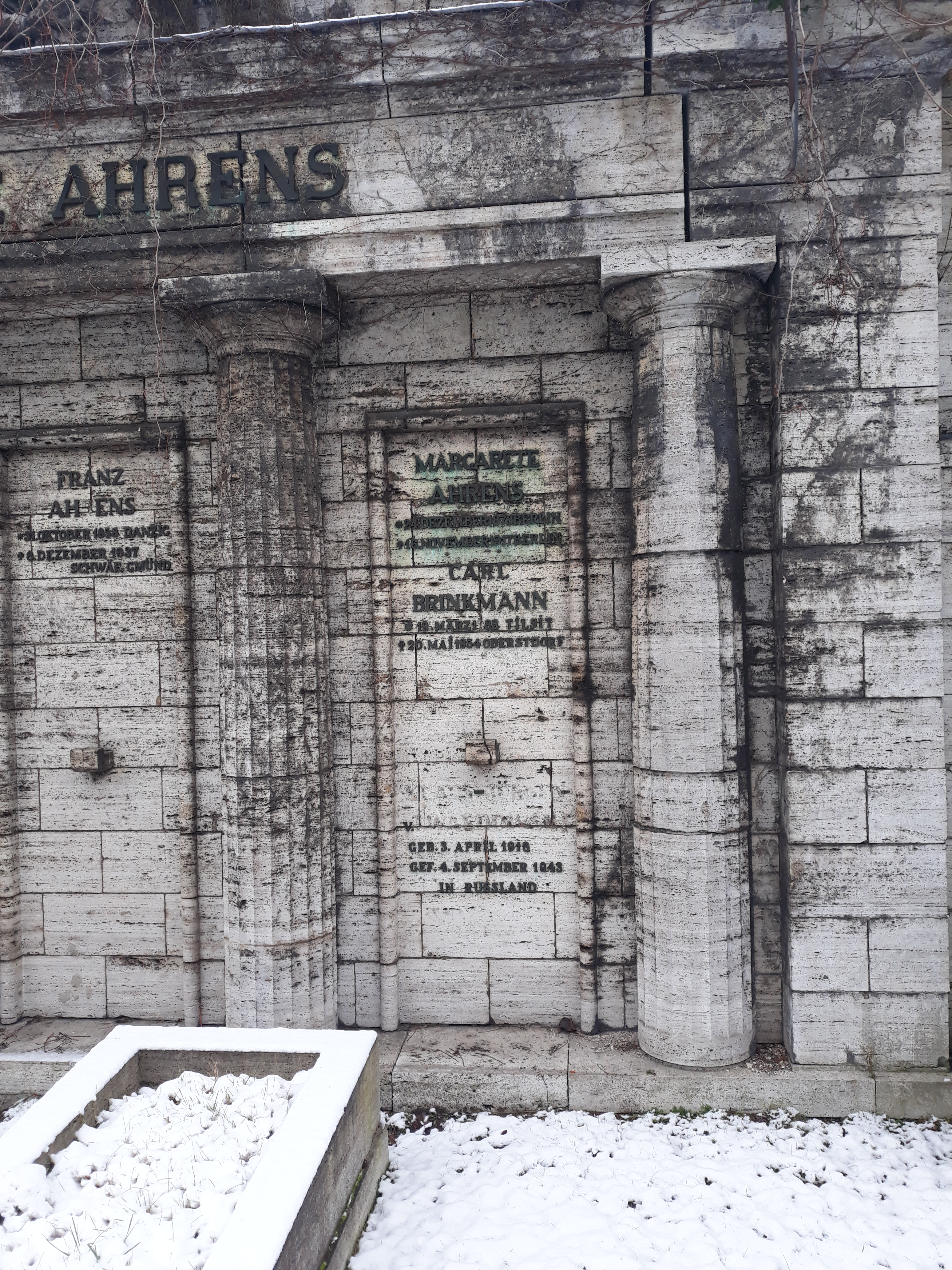
Das Grab von Carl Brinkmann im Familiengrab Ahrens auf dem Friedhof Grunewald in Berlin.

Carl Brinkmann (* 19. März 1885 in Tilsit, Ostpreußen; † 20. Mai 1954 in Oberstdorf, Allgäu) war ein deutscher Historiker und Soziologe. Er war ab 1923 als ordentlicher Professor für Wirtschaftswissenschaften der Universität Heidelberg. Von 1942 bis 1945 lehrte er in Berlin. Von 1947 bis 1954 war er ordentlicher Professor für Nationalökonomie und Soziologie an der Universität Tübingen.

## Leben und Wirken

### Frühe Jahre
Carl Brinkmann wurde als Sohn des Rechtsanwalts und Bürgermeisters Karl Brinkmann (1854–1901) und dessen Ehefrau Eva, geborene Krieger, in Tilsit geboren. Die religiöse Bindung des Elternhauses war evangelisch. In Königsberg besuchte er das Friedrichskollegium und wechselte von dort an das Wilhelmsgymnasium nach Berlin, wo er zu Ostern 1903 das Abitur ablegte. Anschließend studierte er Geschichte und Staatswissenschaften an den Universitäten Freiburg im Breisgau, Göttingen, Oxford und Berlin. In Oxford erwarb er 1907 den Bachelor of Letters. Bei Gustav von Schmoller in Berlin wurde er 1908 mit der Arbeit über die Entstehung des Märkischen Landbuches Kaiser Karls V. promoviert. Seine erste Publikation erschien 1911 unter dem Titel Wustrau. Wirtschafts- und Verfassungsgeschichte eines brandenburgischen Rittergutes. Im Februar 1913 erfolgte seine Habilitation in Freiburg mit der Arbeit Freiheit und Staatlichkeit in der älteren deutschen Verfassung und er erhielt die Venia Legendi für mittlere und neuere Geschichte. In Freiburg lehrte er ab 23. Januar 1913 als Privatdozent. Dazwischen war er 1915 kurzzeitig von Juni bis August am Bezirksamt Freiburg eingesetzt.

### Tätigkeit im Auswärtigen Amt
Am 1. September 1915 wurde Carl Brinkmann für das Auswärtige Amt dienstverpflichtet. Dort erfolgte sein Einsatz in der Zentralstelle für Auslandsdienst, dem erst im Oktober 1914 gebildeten Auslandsnachrichtendienst des Auswärtigen Amtes, als Lektor für England. Leiter der Zentralstelle war Alfons Mumm von Schwarzenstein (1859–1924). Nach mehreren Umstrukturierungen und inhaltlichen Veränderungen, die vor allem das Ziel hatten, die einseitige militärische Ausrichtung des Nachrichtendienstes, wie es das Bestreben des Großen Generalstabes war, zurückzudrängen und sich vorrangig auf die außenpolitischen Themen zu konzentrieren war die Abteilung IV. (Nachrichten) entstanden. Dieser gehörte Brinkmann ab März 1918 als Hilfsarbeiter an. Leiter der Abteilung IV war zu dieser Zeit Erhard Deutelmoser (1873–1956). Mit dem Zerfall des Kaiserreiches und seiner Machtstrukturen wurde auch das Auswärtige Amt neu strukturiert und so kam Brinkmann ab 21. Juli 1919 zur Abteilung IA (Politik). Bereits nach einem halben Jahr wechselte er im Februar 1920 in die Abteilung V (Großbritannien und britisches Reich), wo er ab Mai die Leitung des Referates D (Englisches Parteiwesen) übernahm. Am 16. März 1920 noch als ständiger Hilfsarbeiter des Amtes nominiert, wurde er ab Juni zusätzlich persönlicher Referent des Reichsministers des Äußeren Adolf Köster (1883–1930). Neben diesen Beschäftigungen erhielt er 1921 eine außerordentliche Professur an der Universität in Berlin und führte ab 28. Februar 1922 die Amtsbezeichnung Legationsrat. Brinkmann wollte jedoch in die Wissenschaft zurückkehren. Seinem Wunsch entsprechend wurde er im März 1922 in den einstweiligen Ruhestand versetzt.

### Lehr- und Forschungstätigkeit
Ab 1. Oktober 1923 wurde er als Nachfolger von Eberhard Gotheins ordentlicher Professor für Wirtschaftswissenschaften an der Universität Heidelberg. Während dieser Zeit beschäftigte er sich vorrangig mit sozialwissenschaftlichen und wirtschaftspolitischen Themen, deren Basis er hauptsächlich aus der ökonomischen Geschichte Englands und Amerikas ableitet. Zahlreiche Veröffentlichungen dieser Jahre enthalten deutliche Ansätze und Auseinandersetzungen zu Fragen zukünftiger sozialer und demokratischer Entwicklungsformen. Dabei wird deutlich, dass er ein suchender Wissenschaftler war, der seine Antworten nicht aus den politischen Entwicklungen Deutschlands in der Zeit der Zerstörung der Weimarer Republik ableitet. Während der Herrschaft des Nationalsozialismus schloss er sich keiner Partei an. Er war aber im Nationalsozialistischen Deutschen Dozentenbund und im NS-Juristenbund sowie Förderndes Mitglied der SS. Er förderte die wissenschaftlichen Karrieren von NS-Aktivisten und die Ausrichtung auf anwendungsbezogene Raumforschung. 1942 erhielt er ein Ordinariat an der Universität Berlin. Seit 1931 war er ordentliches Mitglied, seit 1942 korrespondierendes Mitglied und seit 1951 ordentliches Mitglied der Heidelberger Akademie der Wissenschaften. Seine persönlichen Assistenten waren Karl Schiller und Max Ernst zu Solms-Rödelheim. Herbert Siegfried Sultan und Willi Hüfner waren langjährige akademische Schüler.
In seinen wissenschaftlichen Arbeiten und Auftritten konzentrierte er sich überwiegend auf Themen der deutschen Wirtschafts- und Finanzpolitik sowie der Raum- und Wirtschaftslehre. Allerdings gab er auch der Ideologie des NS-Systems dienliche Arbeiten heraus, welche als antienglische Propagandaschriften benutzt wurden. In den dreißiger Jahren zählte Brinkmann zu den wichtigsten Vertretern der Historischen Schule der Nationalökonomie; nur unter den Bedingungen der inneren Machtmechanismen des Nationalsozialismus hatte er nur wenig Möglichkeiten offen, um international in Erscheinung zu treten.
Im Jahre 1946 übernahm Brinkmann vertretungsweise Lehraufgaben an der Universität Erlangen. Erst ab 1947 erhielt er als Professor für Nationalökonomie und Soziologie an der Universität Tübingen einen Lehrstuhl. Seine Antrittsvorlesung hielt er hier am 27. November 1947. Seit 1949 war er zusätzlich korrespondierendes Mitglied der Bayerischen Akademie der Wissenschaften. Sein wissenschaftliches Interesse galt der Wirtschafts- und Sozialgeschichte und dabei besonders der Weltwirtschaftsgeschichte. Er gab 1949 das Werk Wirtschaftsfreiheit und Wirtschaftsgesetz in der englischen ökonomischen Klassik von William Godwin und Robert Malthus heraus.
Am 28. Oktober 1915 heiratete er Eva Strupp. Aus dieser Ehe ging sein 1916 geborener Sohn Carl hervor. In zweiter Ehe heiratete er am 21. März 1921 Hanna, verwitwete Ahrens. Brinkmann verstarb am 20. Mai 1954 in Oberstdorf im Allgäu. Mehrere seiner wissenschaftlichen Arbeiten erschienen postum oder wurden nach seinem Tod auch weiter aufgelegt.

## Schriften
- als Hrsg.: Soziologie und Leben. Tübingen/Stuttgart 1952.
- Wirtschaftstheorie. 2., neubearbeitete Auflage. Vandenhoeck & Ruprecht, Göttingen 1953.
- Wirtschaftsformen und Lebensformen. 2. Auflage. Mohr, Tübingen 1950.
- Soziologische Theorie der Revolution. Vandenhoeck & Ruprecht, Göttingen 1948.
- Wirtschaftsfreiheit und Wirtschaftsgesetz in der englischen ökonomischen Klassik. E. Klett, Stuttgart 1948.
- Der englische Wirtschaftsimperialismus, Junker & Dünnhaupt, Berlin 1940.
- Der wirtschaftliche Liberalismus als System der britischen Weltanschauung, Junker & Dünnhaupt, Berlin 1940.
- England seit 1815. Politik, Volk, Wirtschaft. 2. überarbeitete und fortgeführte Auflage. Junker & Dünnhaupt, Berlin 1938.
- Wirtschafts- und Sozialgeschichte. R. Oldenbourg, München 1927.
- Weltpolitik und Weltwirtschaft im 19. Jahrhundert. Velhagen & Klasing, Bielefeld u. a. 1921.
- Reichartshauser und Meckesheimer Zent. C. Winter, Heidelberg 1917.
- Freiheit und Staatlichkeit in der älteren deutschen Verfassung, Duncker u. Humblot, München/Leipzig 1911.
- Wustrau. Wirtschafts- und Verfassungsgeschichte eines brandenburgischen Rittergutes, Duncker u. Humblot, Leipzig 1911.